# 伏木駅
伏木駅（ふしきえき）は、富山県高岡市伏木古国府にある、西日本旅客鉄道（JR西日本）・日本貨物鉄道（JR貨物）氷見線の駅である。
かつて駅のすぐそばに伏木港駅（1971年廃止）があった。
JR西日本は、2030年までに、駅を無人化にする予定である。

## 歴史
- 1900年（明治33年）12月29日：中越鉄道の高岡駅 - 伏木駅間開業にともない開業（一般駅）する[2][3]。なお、当時は終着駅（起点駅）であった[4]。
- 1912年（明治45年）4月4日：中越鉄道が島尾駅まで延伸され、中間駅となる[5][6]。
- 1914年（大正3年）12月19日：富山県が当駅構内より河口に至る専用鉄道において運輸業務を開始する[7]。
- 1919年（大正8年）7月12日：当駅の移転新築を行う[8]。
- 1920年（大正9年）
  - 9月1日：中越鉄道の国有化により、鉄道省（国鉄）の駅となり、旅客に附随して手小荷物及び闊大貨物の取扱を行う[9]。当駅を境に高岡方は中越線、氷見方は氷見軽便線となる[9]。
  - 10月27日：北海工業（日本製紙の前身の一つ、伏木工場を運営）等の専用鉄道が運行を開始する[7]。
- 1922年（大正11年）9月2日：軽便鉄道法廃止により、氷見軽便線が氷見線に改称される[10]。
- 1928年（昭和3年）11月28日：未明に駅舎が焼失する。なお、駅舎は改築中で、同日中に竣工の予定だった[11][12]。
- 1929年（昭和4年）11月：駅舎本屋の改築が完了する[13]。
- 1930年（昭和5年）3月30日：構内に伏木電信取扱所を開設する[14]。
- 1942年（昭和17年）8月1日：線路名称が改定され、中越線の高岡駅 - 伏木駅間が氷見線に編入されたことにより氷見線単独の駅となる[15]。なお、これにより所属線区は中越線から氷見線に変更され、氷見線の起点は高岡駅に変更となる[16][15]。
- 1952年（昭和27年）12月26日：当駅を現在地に移転し、また新築を行う[8]。
- 1953年（昭和28年）7月1日：当駅 - 雨晴駅間に越中国分駅が開業する[17]。
- 1974年（昭和49年）10月1日：営業範囲を改正し、旅客、荷物及び車扱貨物を取扱う駅となる[18]。
- 1984年（昭和59年）2月1日：営業範囲を改正し、荷物の取扱を廃止する[19]。
- 1987年（昭和62年）4月1日：国鉄分割民営化により、西日本旅客鉄道（JR西日本）および日本貨物鉄道（JR貨物）の駅となる[15]。日本貨物鉄道の駅としては、車扱貨物を取扱う[15]。
- 1996年（平成8年）3月16日：日本貨物鉄道の駅において営業範囲を改正し、専用線発着コンテナ及び車扱貨物の取扱を開始する[15]。
- 1997年（平成9年）6月：伏木観光協会に駅業務を委託し簡易委託駅となる[20]。
- 1999年（平成11年）3月31日：当駅構内のキヨスクが閉店する[21]
- 時期未定：簡易委託を解除し、無人化〈予定〉[1]

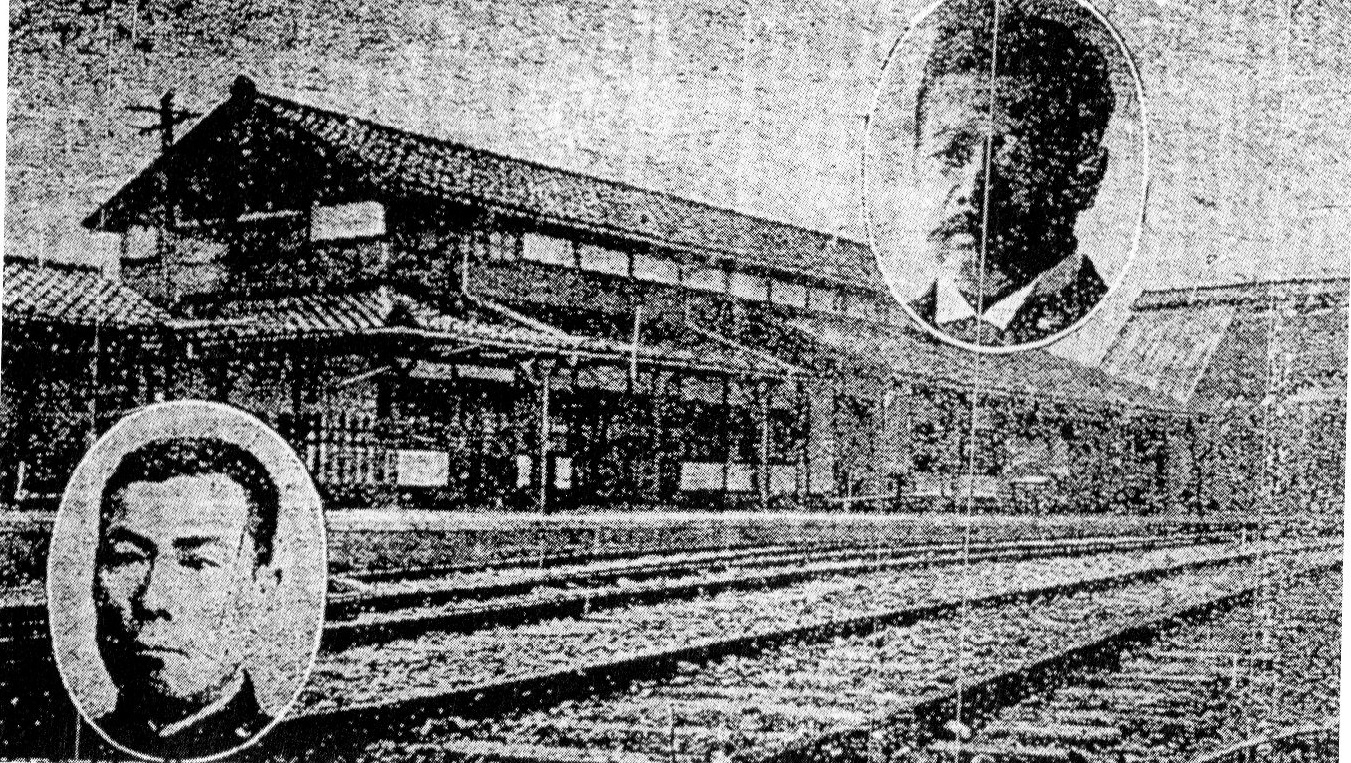
竣工式当日の伏木駅。右上は中越鉄道社長の高広次平、左下は伏木駅駅長土倉又三郎。
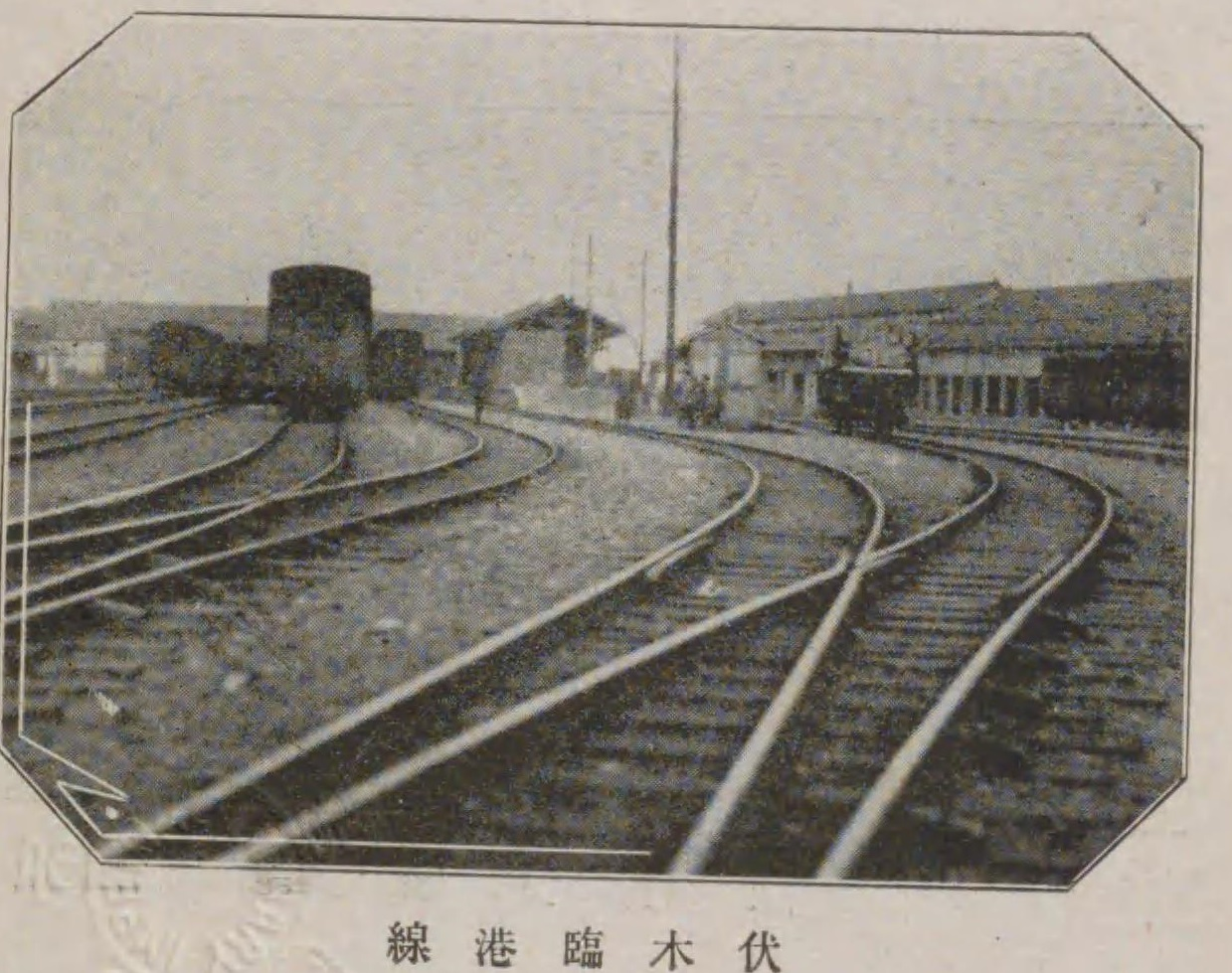
1933年（昭和8年）頃の伏木駅構内
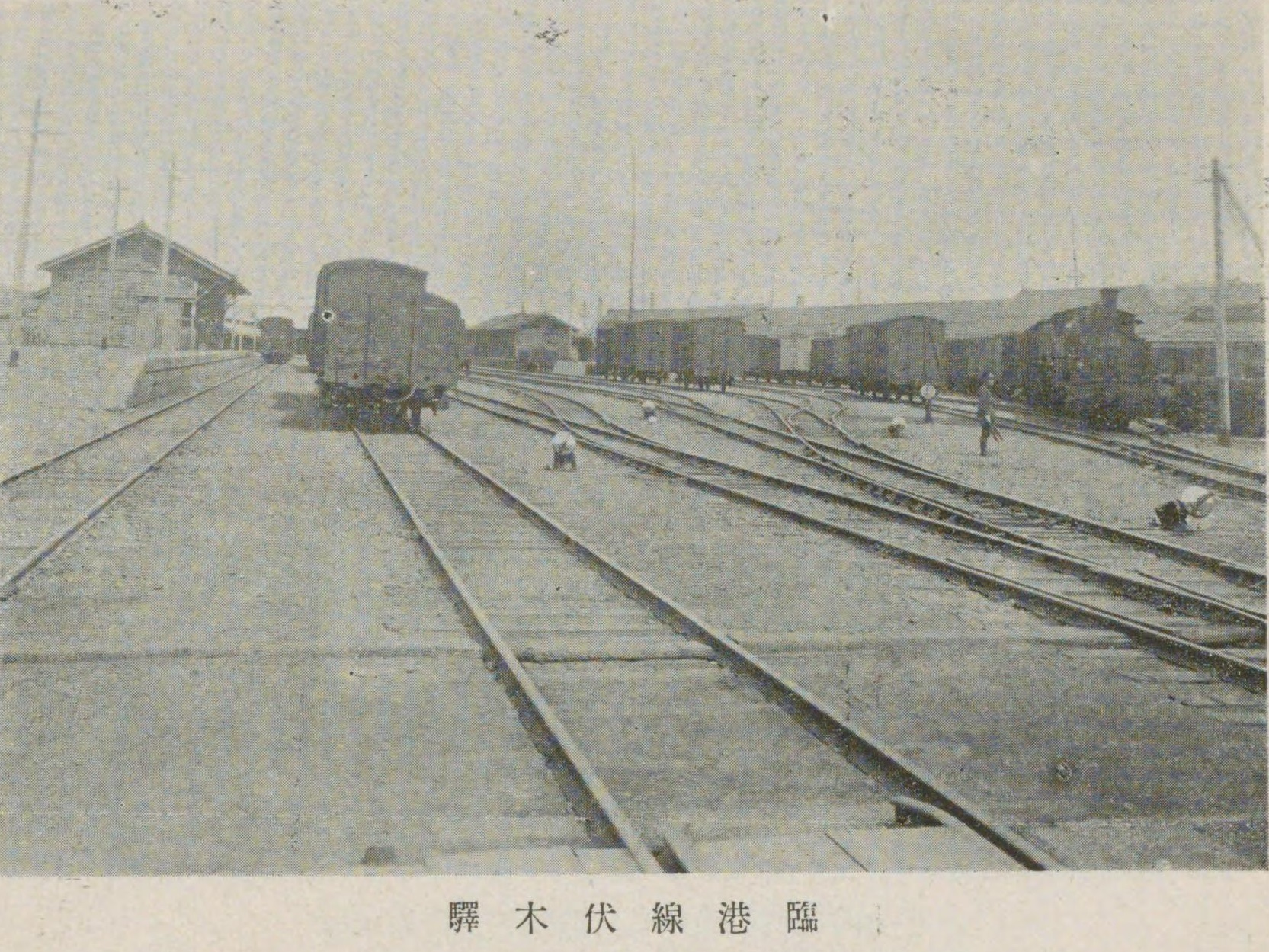
昭和10年代の伏木駅構内
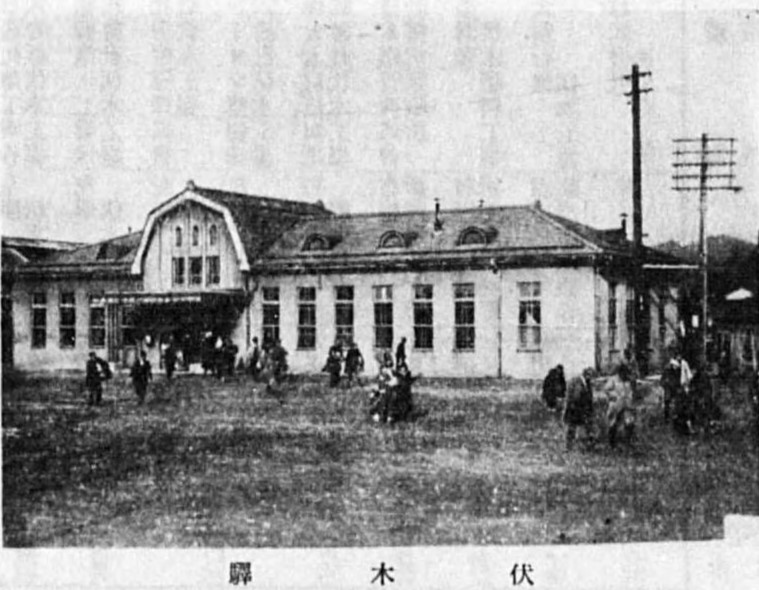
1929年（昭和4年）竣工の駅舎（1940年（昭和15年）頃撮影）

## 駅構造
島式ホーム1面2線を持ち、列車交換が可能な地上駅。駅舎は下り線側にあり、駅舎とホームは跨線橋で連絡している。木造駅舎を有する。
北陸広域鉄道部が管理下にある。1997年（平成9年）6月より旅客減少を理由として、伏木観光推進センターJR部会が窓口業務を受託する簡易委託駅となったが、売上を向上させるために同年みどりの窓口が開設された。
駅構内の南端から、東に向かって分岐する側線があり、その先は貨物列車用の操車場となっている。簡易委託駅であるが全てのドアが開く。

### のりば
| ホーム | 路線    | 方向 | 行先     |
| ------ | ------- | ---- | -------- |
| 駅舎側 | ■氷見線 | 下り | 氷見方面 |
| 反対側 | ■氷見線 | 上り | 高岡方面 |

※案内上、のりば番号は設定されていない（のりば番号標はなく、駅掲示時刻表にも番号記載はされていない）。

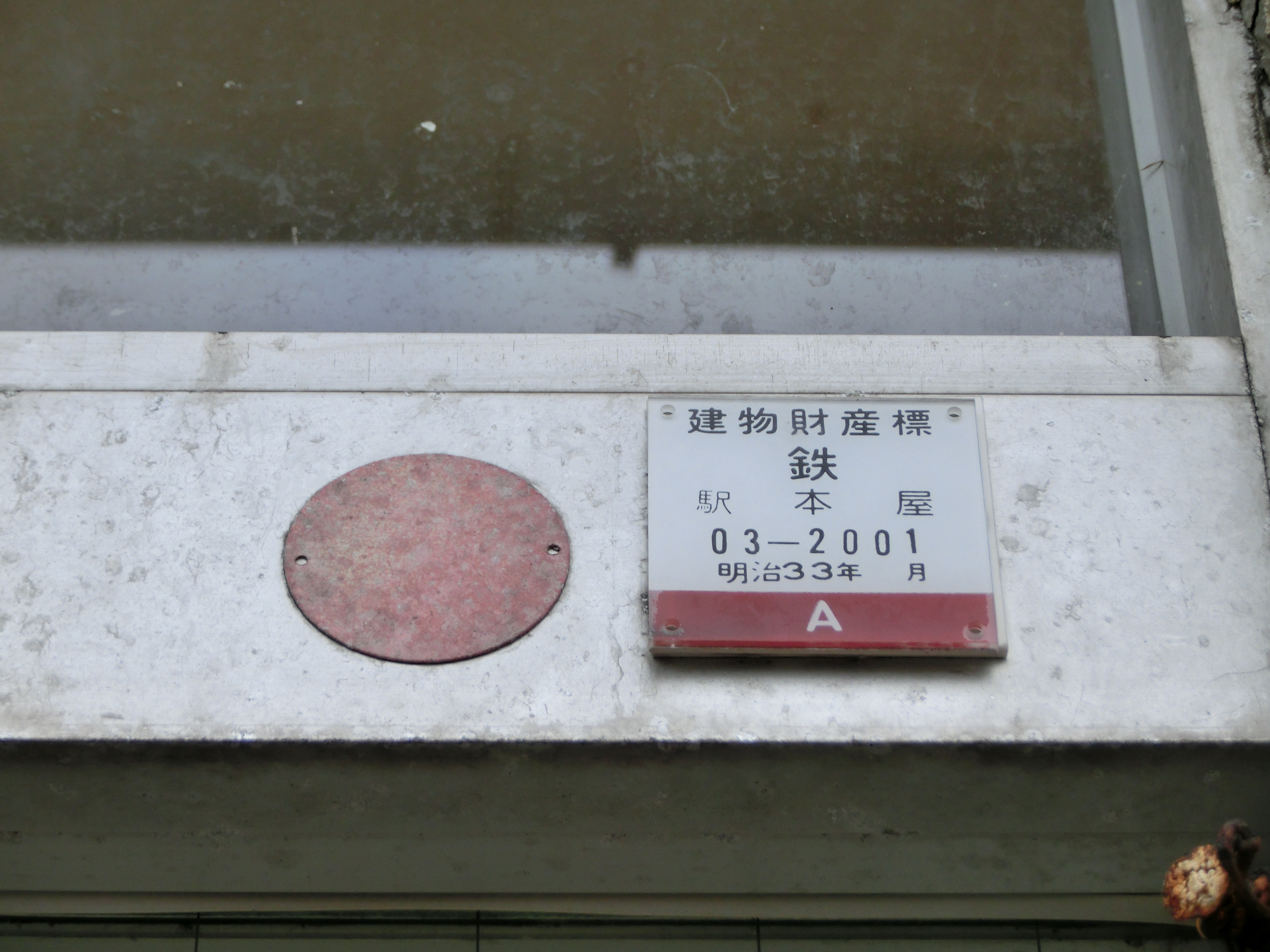
昭和に建てられた建物の、正面入り口にある金属製ドア枠に貼られた明治33年の建物財産票
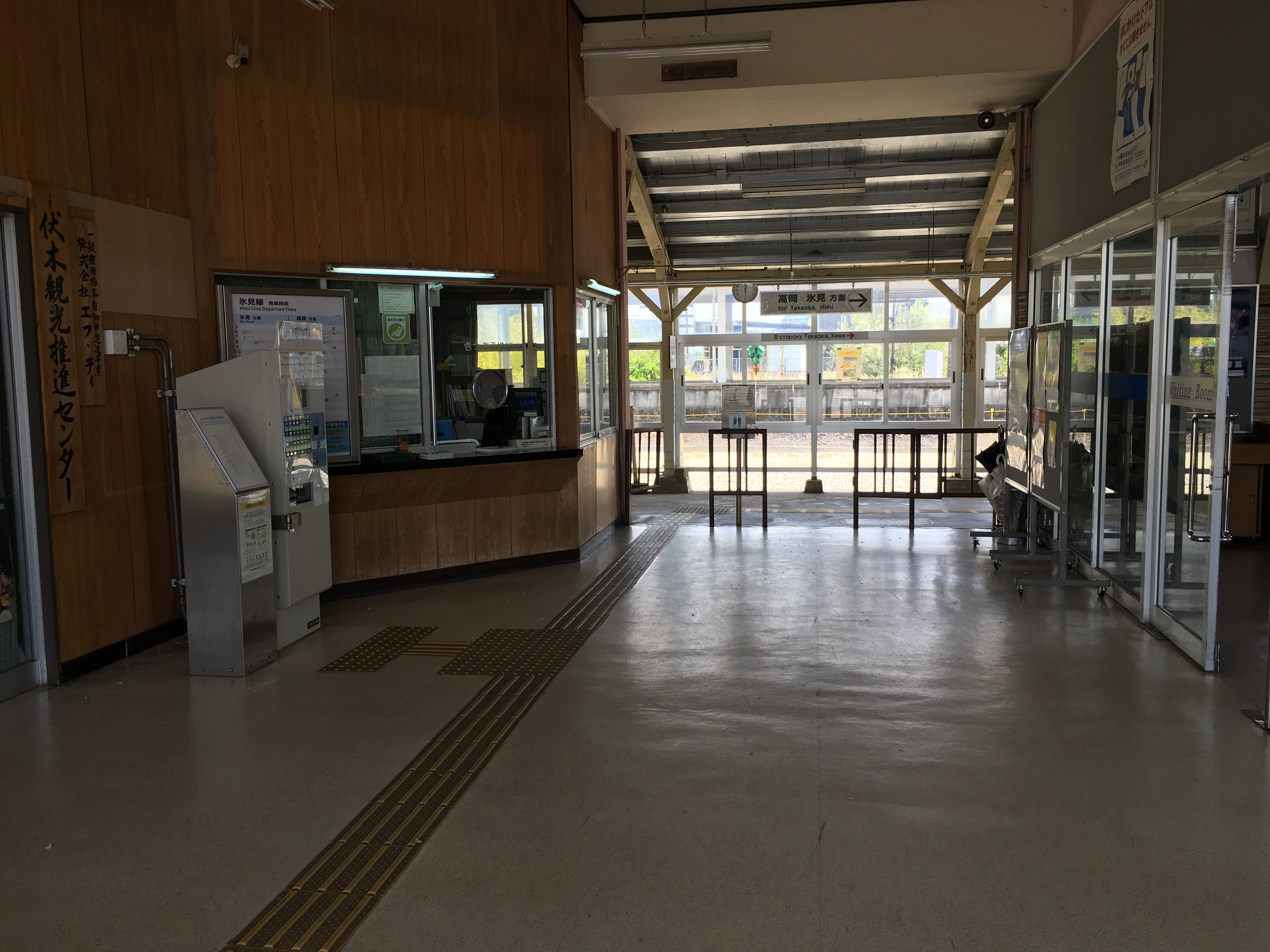
出札口及び改札（2017年5月）
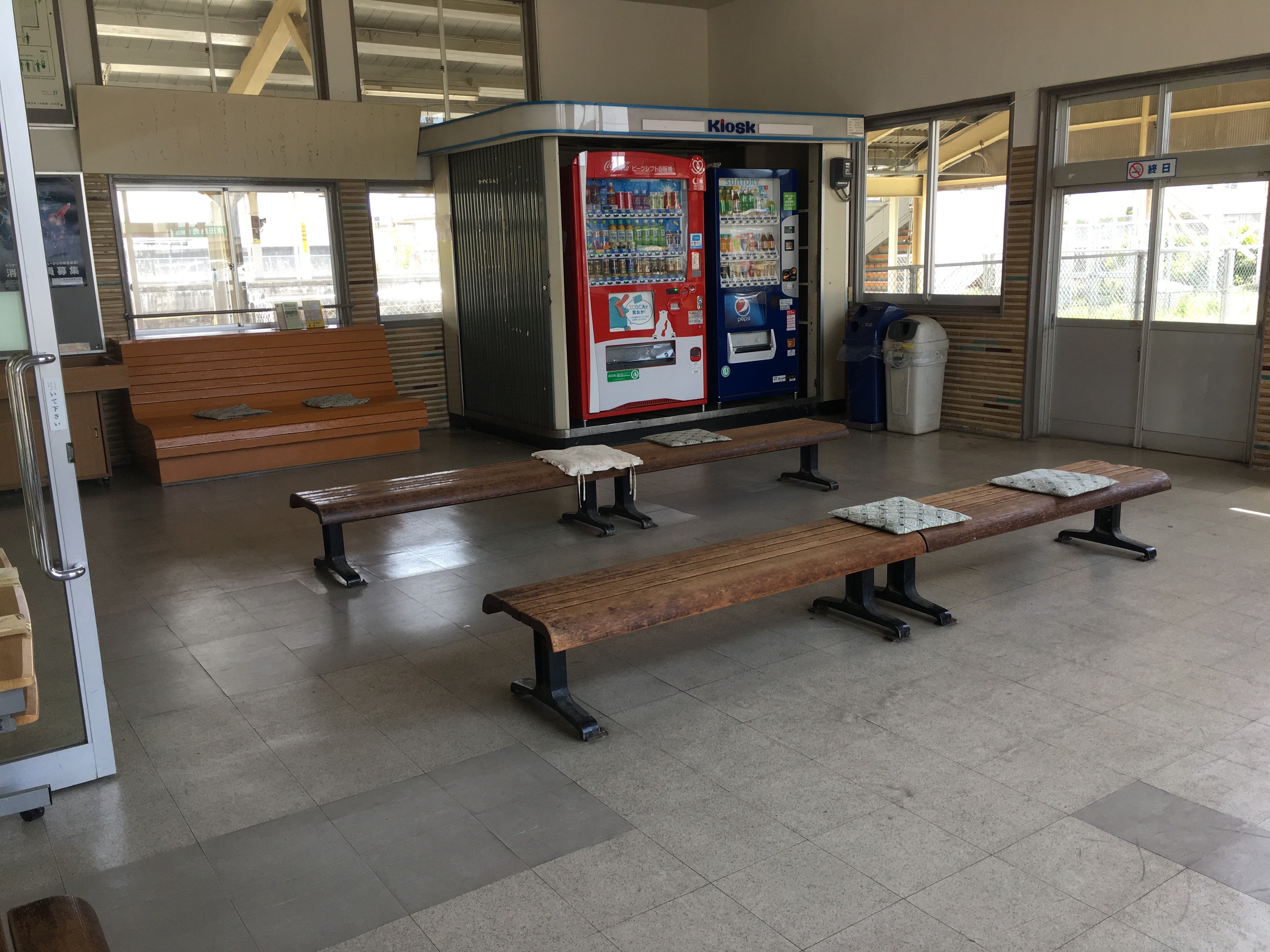
待合室（2017年5月）
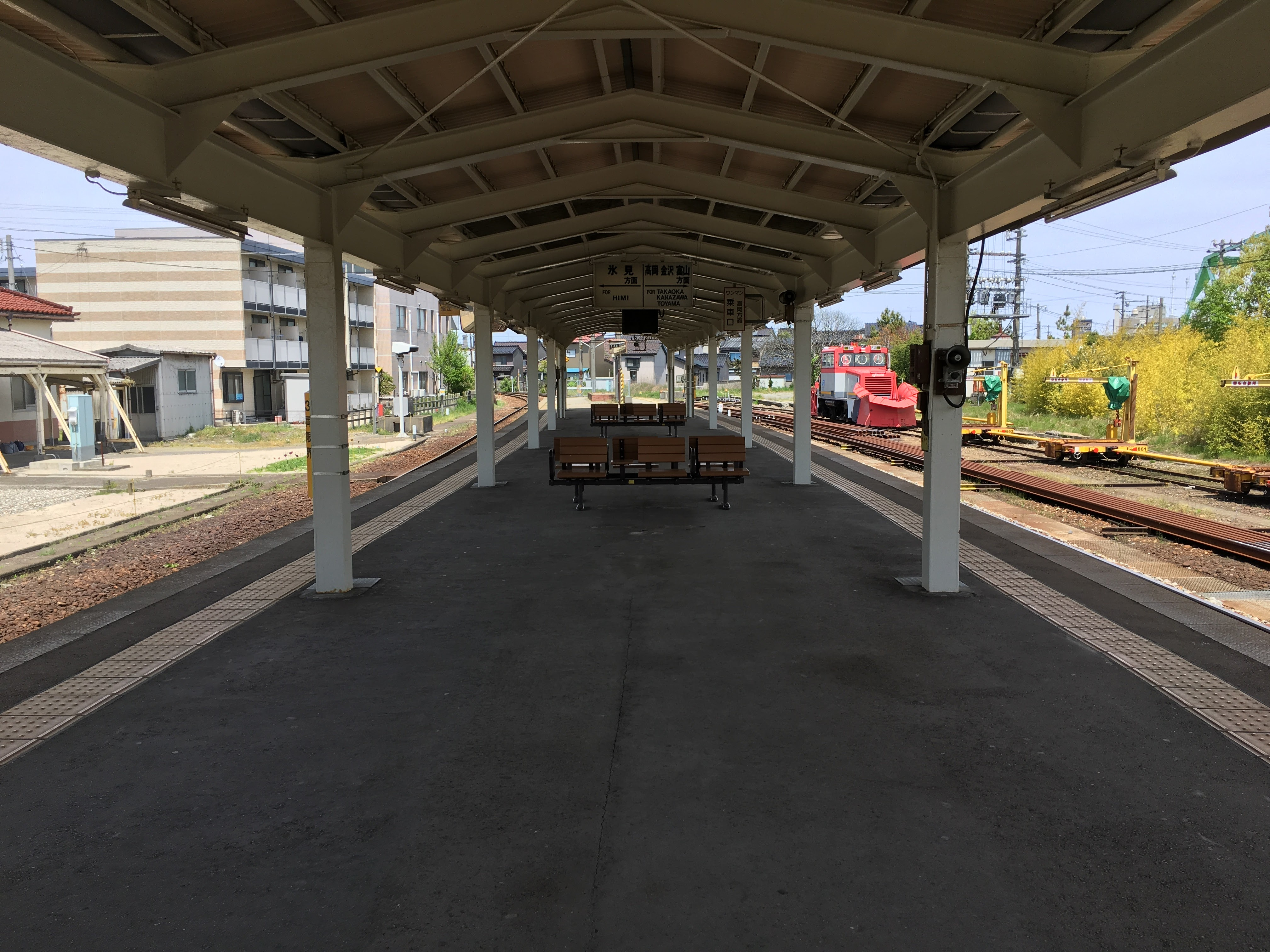
ホーム（2017年5月）
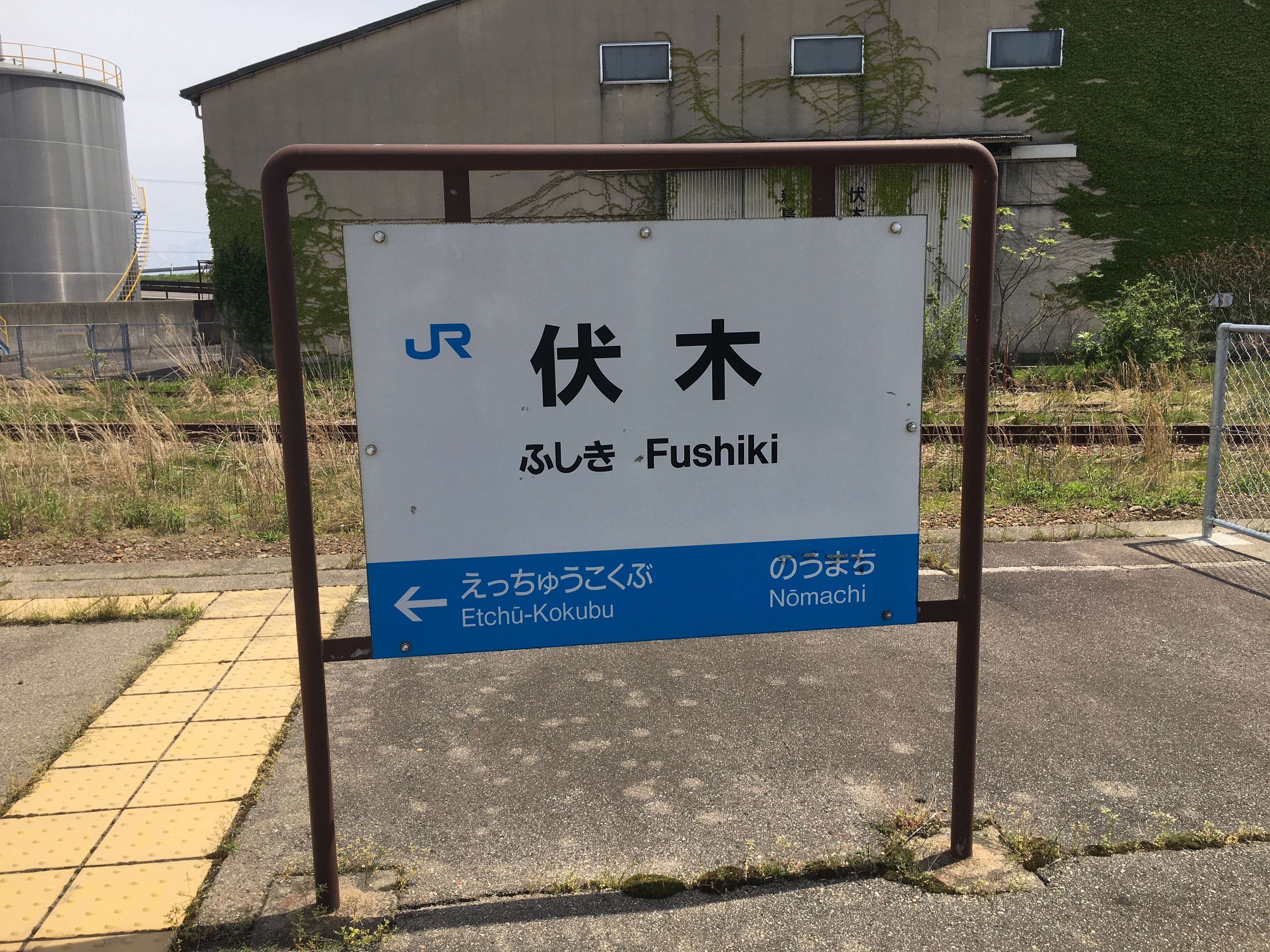
駅名標

## 貨物取扱・専用線

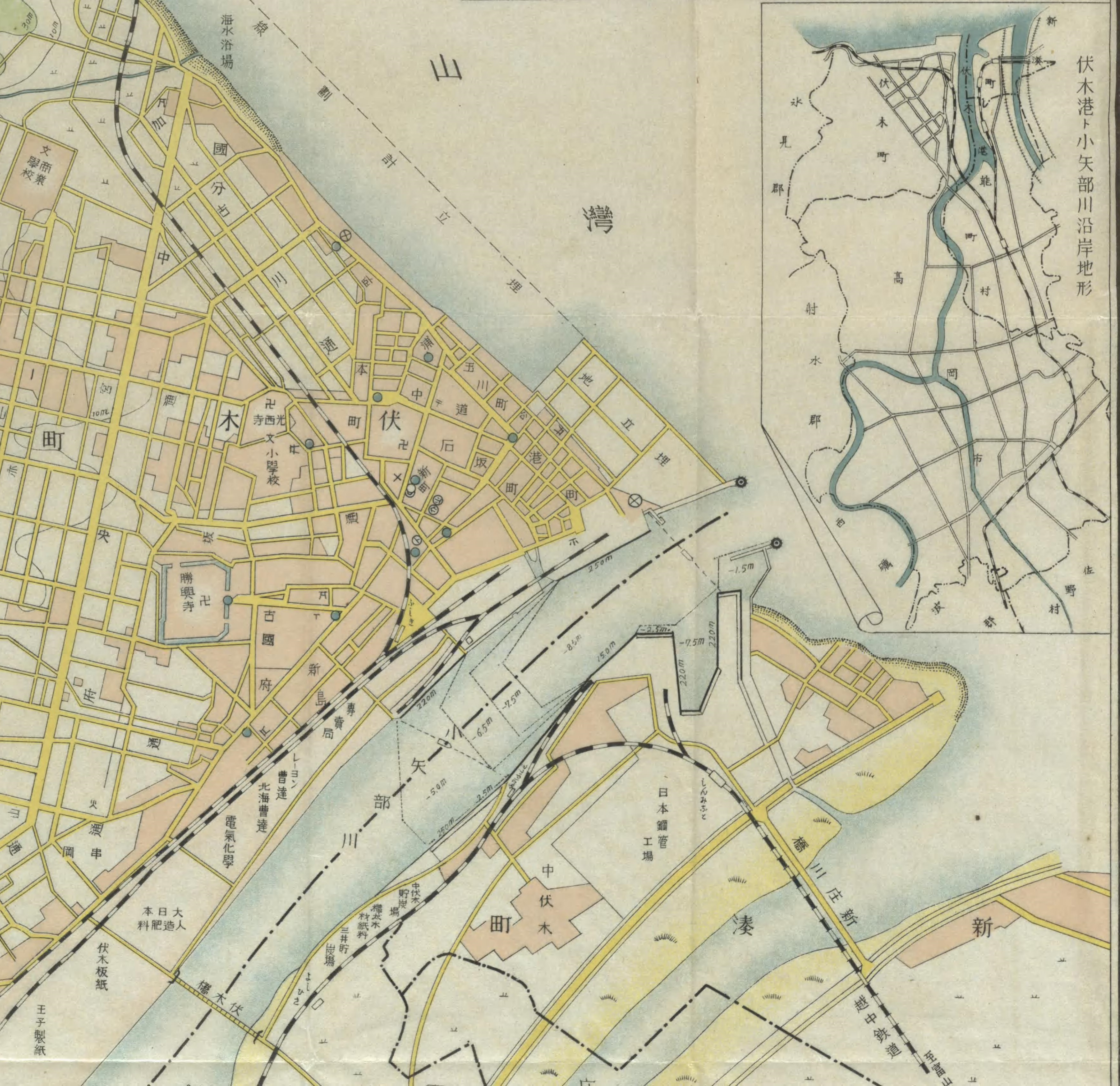
1935年（昭和10年）度における伏木駅及び新湊線周囲概況。当駅より伸びる専用線の姿も確認し得る

JR貨物の駅は、専用線発着のコンテナ貨物及び車扱貨物の取扱駅となっている。
かつては専用鉄道や多くの専用線を接続していたが、漸次廃止されており、最後まで残っていた日本製紙（旧・十條製紙）伏木工場に至る専用鉄道も2008年（平成20年）9月30日の同工場の閉鎖に伴い、列車による貨物運輸は行われていない。しかし、日本製紙伏木工場跡の土地を取得した豊富産業グループの日本車両リサイクル（現・日本総合リサイクル）が、当該専用鉄道を2012年（平成24年）10月4日に操業を開始した鉄道車両・船舶・大型バスなどの解体施設への搬入経路としている。また、当駅より300メートルの伏木内港に横付けし、更にそこから600メートル延伸して伏木外港万葉埠頭に鉄路を接続して、当該港湾の貨物運輸に便宜を供する構想も発表されている。

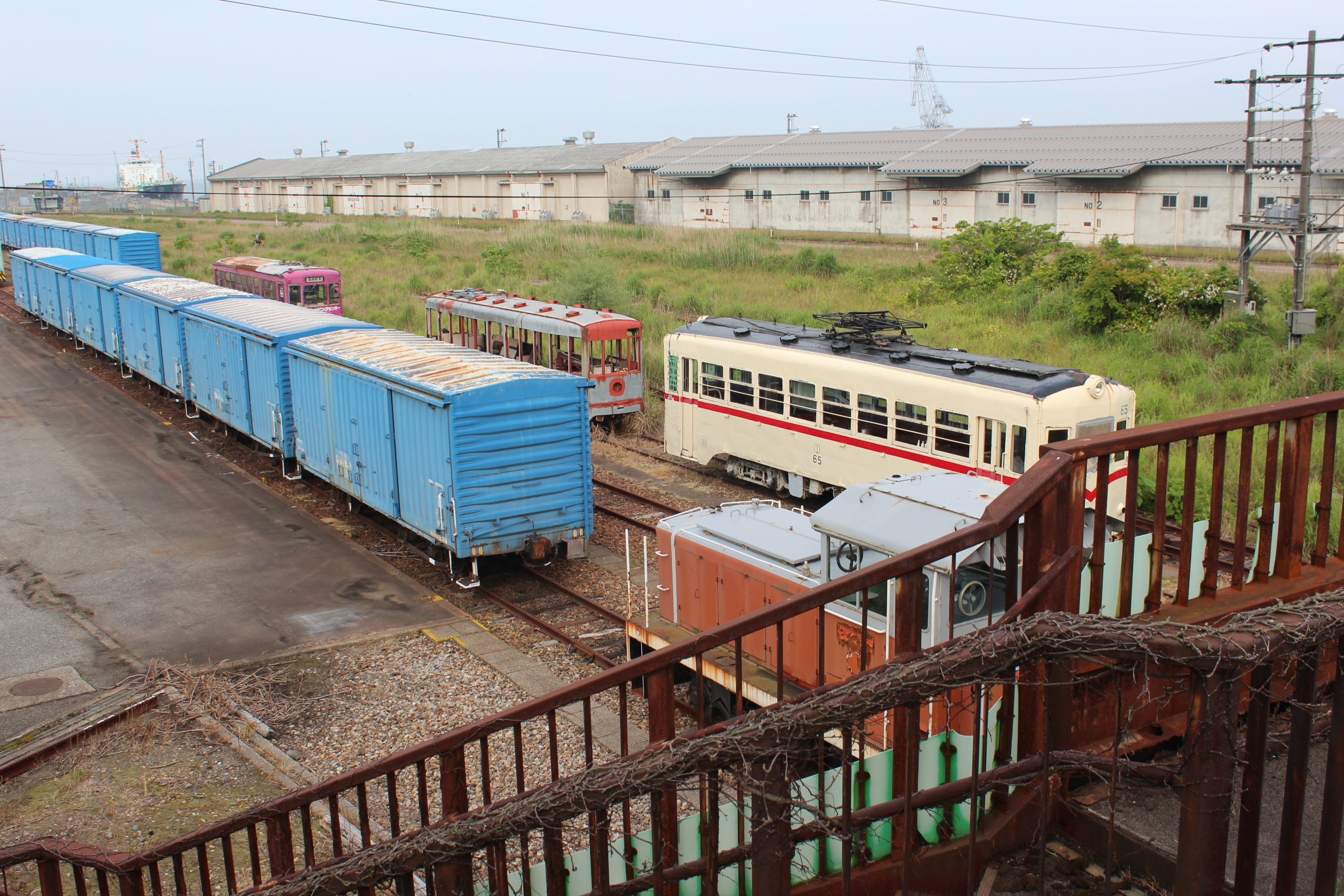
保管車両が留置されている側線（2016年5月）

かつては港に面する油槽所群へ至る専用線があったが、当該側線にはジェイアール貨物・北陸ロジスティクスが保管し修復を待っている茨城交通ケキ102型ディーゼル機関車や静岡鉄道清水市内線モハ65型電車など数両が留置されている。また、戦前より一畑電車において運用されていたト60及びト61、蒲原鉄道が保有していたト2及びワ12の計4輌の木製貨車も保管されている。
1923年（大正12年）1月23日付『鉄道公報』号外によると、当駅接続の専用鉄道及び専用線は次の通りであった。
- 専用鉄道
  - 電気化学工業、北海曹達、北陸人造肥料、北海工業及び伏木製紙専用鉄道（動力：手押、作業哩程：1哩）
- 専用側線
  - 金沢地方専売局線（第三者使用：伏木塩回送及び合名会社柳組、動力：手押、作業哩程：1哩）

1930年（昭和5年）12月5日付『鉄道公報』附録通報「専用線一覧（運輸局）」によると、当駅接続の専用鉄道及び専用線は次の通りであった。
- 専用鉄道
  - 電気化学工業、北海曹達、大日本人造肥料、王子製紙及び伏木板紙専用鉄道（第三者使用：伏木合同運送、動力：省機関車及び手押、作業粁程：0.7粁（電気化学工業）、0.3粁（北海曹達）、0.8粁（大日本人造肥料）、1.2粁（王子製紙）、1.0粁（伏木板紙））
- 専用側線
  - 金沢地方専売局線（第三者使用：伏木合同運送、動力：手押、作業粁程：0.3粁）
  - 伏木運送、栗田回漕店、丸喜木材、伏木新倉庫、石炭販売、共立運送、越中倉庫、越中運送及び丸七運送店線（第三者使用：伏木合同運送、動力：手押、作業粁程：0.2粁）

1934年（昭和9年）の名古屋鉄道局による報告によると、当駅接続の専用側線は次の通りであった。
- 専用鉄道
  - 電気化学工業、北海曹達、大日本人造肥料、王子製紙及び伏木板紙専用鉄道（第三者使用：伏木合同運送、動力：手押及び機関車、作業粁程：0.7粁（電気化学工業）、0.3粁（北海曹達）、0.8粁（大日本人造肥料）、1.2粁（王子製紙）、1.0粁（伏木板紙））
- 専用側線
  - 金沢地方専売局線（第三者使用：伏木合同運送、動力：手押、作業粁程：0.3粁）
  - 栗田回漕店、丸喜木材、伏木新倉庫、石炭販売（合資）、共立運送、越中倉庫、越中運送及び丸七運送店線（動力：手押、作業粁程：0.2粁）

1953年（昭和28年）10月10日付『鉄道公報』第1254号通報専用線一覧別表掲載中、当駅接続の専用鉄道及び専用線は次の通りであった。
- 専用鉄道
  - 東亜合成化学工業、東化工、日産化学工業、中越パルプ工業及び十条製紙専用鉄道（第三者使用：伏木海陸運送、北陸運搬（但し東化工線に限る）及び日米石油（但し東亜合成化学工業線に限る）。動力：国鉄機関車。作業粁程：0.5粁（東亜合成化学工業）、0.7粁（東化工）、0.8粁（日産化学工業）、1.0粁（中越パルプ工業）、1.2粁（十条製紙）。）
- 専用側線
  - 日本専売公社金沢地方局線（動力：手押、作業粁程：0.3粁）
  - 富山県線（動力：手押及び国鉄機関車、作業粁程：0.4粁）
  - 伏木海陸運送線（動力：手押及び国鉄機関車、作業粁程：0.2粁）

1970年（昭和45年）10月1日現在における当駅接続の専用鉄道及び専用線は以下の通りであった。
- 専用鉄道
  - 東亜合成化学工業、日本重化学工業、中越パルプ工業及び十条製紙専用鉄道（真荷主：日米石油（但し東亜合成化学工業に限る）及び丸星肥料。通運事業者：伏木海陸運送及び北陸運送（但し日本重化学工業に限る）。動力：国鉄機関車、作業粁程：0.3粁（東亜合成化学工業）、0.5粁（日本重化学工業）、0.7粁（中越パルプ工業1番線）、1.0粁（中越パルプ工業2番線）、1.3粁（十条製紙）。総延長粁程：0.7粁（東亜合成化学工業）、0.4粁（日本重化学工業）、1.0粁（中越パルプ工業）、1.0粁（十条製紙）。）
- 専用側線
  - 伏木海陸運送一号線（真荷主：三菱石油、動力：国鉄機関車及び手押、作業粁程：0.2粁、総延長粁程：0.2粁）
  - 伏木海陸運送二号線（動力：国鉄機関車、作業粁程：0.1粁、総延長粁程：0.1粁）
  - 伏木海陸運送三号線（総延長粁程：1.8粁、備考：私有機関車の車庫線として利用）
  - 富山県線（通運事業者：伏木海陸運送、動力：国鉄機関車及び手押、作業粁程：0.2粁、総延長粁程：0.2粁）
  - 日本石油線（通運事業者：伏木海陸運送、動力：伏木海陸運送所有機関車、作業粁程：0.6粁、総延長粁程：0.9粁）
  - 出光興産線（通運事業者：伏木海陸運送、動力：伏木海陸運送所有機関車、作業粁程：1.3粁、総延長粁程：0.1粁）
  - エッソ・スタンダード線（通運事業者：伏木海陸運送、動力：伏木海陸運送所有機関車、作業粁程：1.2粁、総延長粁程：0.1粁）
  - 共同石油線（通運事業者：伏木海陸運送、動力：伏木海陸運送所有機関車、作業粁程：1.1粁、総延長粁程：0.2粁）
  - 昭和石油線（通運事業者：伏木海陸運送、動力：伏木海陸運送所有機関車、作業粁程：0.9粁、総延長粁程：0.2粁）

1983年（昭和58年）4月1日現在における当駅接続の専用鉄道及び専用線は以下の通りであった。
- 専用鉄道
  - 東亜合成化学工業、日本重化学工業、中越パルプ工業及び十条製紙専用鉄道（真荷主：丸星肥料（中越パルプ工業に限る）及び日重鋼機工業（日本重化学工業に限る）、通運事業者：伏木海陸運送及び北陸運送（日本重化学工業に限る）、動力：国鉄機関車、作業粁程：0.3粁（東亜合成化学工業）、0.5粁（日本重化学工業）、0.7粁（中越パルプ工業1番線）、1.0粁（中越パルプ工業2番線）、1.3粁（十条製紙）、総延長粁程：0.7粁（東亜合成化学工業）、0.4粁（日本重化学工業）、1.0粁（中越パルプ工業）、1.0粁（十条製紙））
- 専用側線
  - 伏木海陸運送一号線（真荷主：内外輸送、動力：国鉄機関車及び手押、作業粁程：0.2粁、総延長粁程：0.2粁）
  - 伏木海陸運送二号線（真荷主：内外輸送、動力：国鉄機関車、作業粁程：0.1粁、総延長粁程：0.1粁）
  - 伏木海陸運送三号線（総延長粁程：1.8粁、備考：私有機関車の車庫線として利用）
  - 富山県線（通運事業者：伏木海陸運送、動力：国鉄機関車及び手押、作業粁程：0.2粁、総延長粁程：0.2粁）
  - 日本石油線（通運事業者：伏木海陸運送、動力：伏木海陸運送所有機関車、作業粁程：0.2粁、総延長粁程：0.7粁）
  - 出光興産線（通運事業者：伏木海陸運送、動力：伏木海陸運送所有機関車、作業粁程：1.3粁、総延長粁程：0.1粁）
  - エッソ石油線（通運事業者：伏木海陸運送、動力：伏木海陸運送所有機関車、作業粁程：1.2粁、総延長粁程：0.1粁）
  - 共同石油線（真荷主：日本ゼオン、通運事業者：伏木海陸運送、動力：伏木海陸運送所有機関車、作業粁程：1.1粁、総延長粁程：0.2粁）
  - 日本ゼオン線（通運事業者：伏木海陸運送、動力：伏木海陸運送所有機関車、作業粁程：0.1粁、総延長粁程：0.1粁）
  - 昭和石油線（通運事業者：伏木海陸運送、動力：伏木海陸運送所有機関車、作業粁程：0.9粁、総延長粁程：0.2粁）

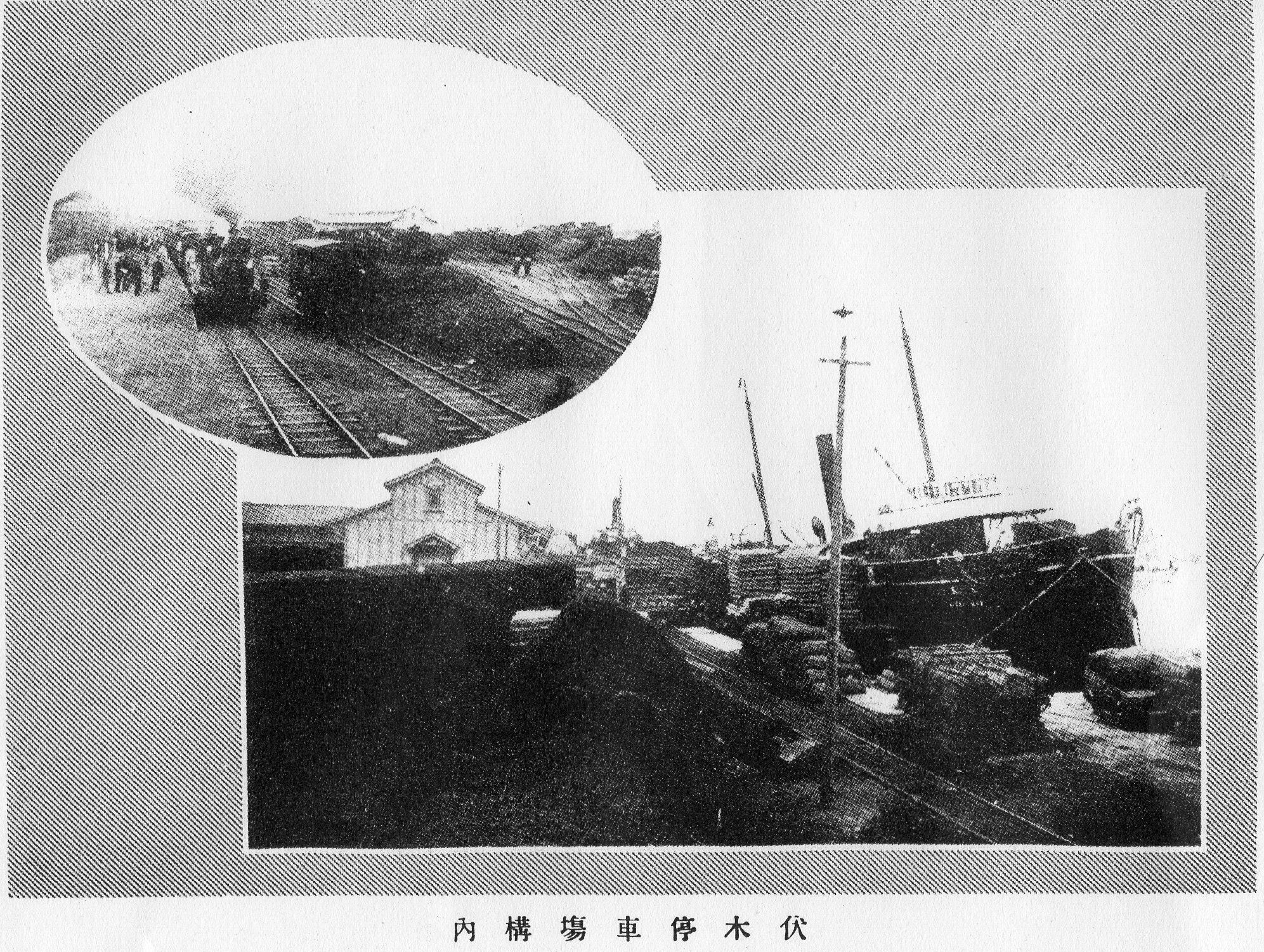
伏木港に延びる専用線と当駅構内
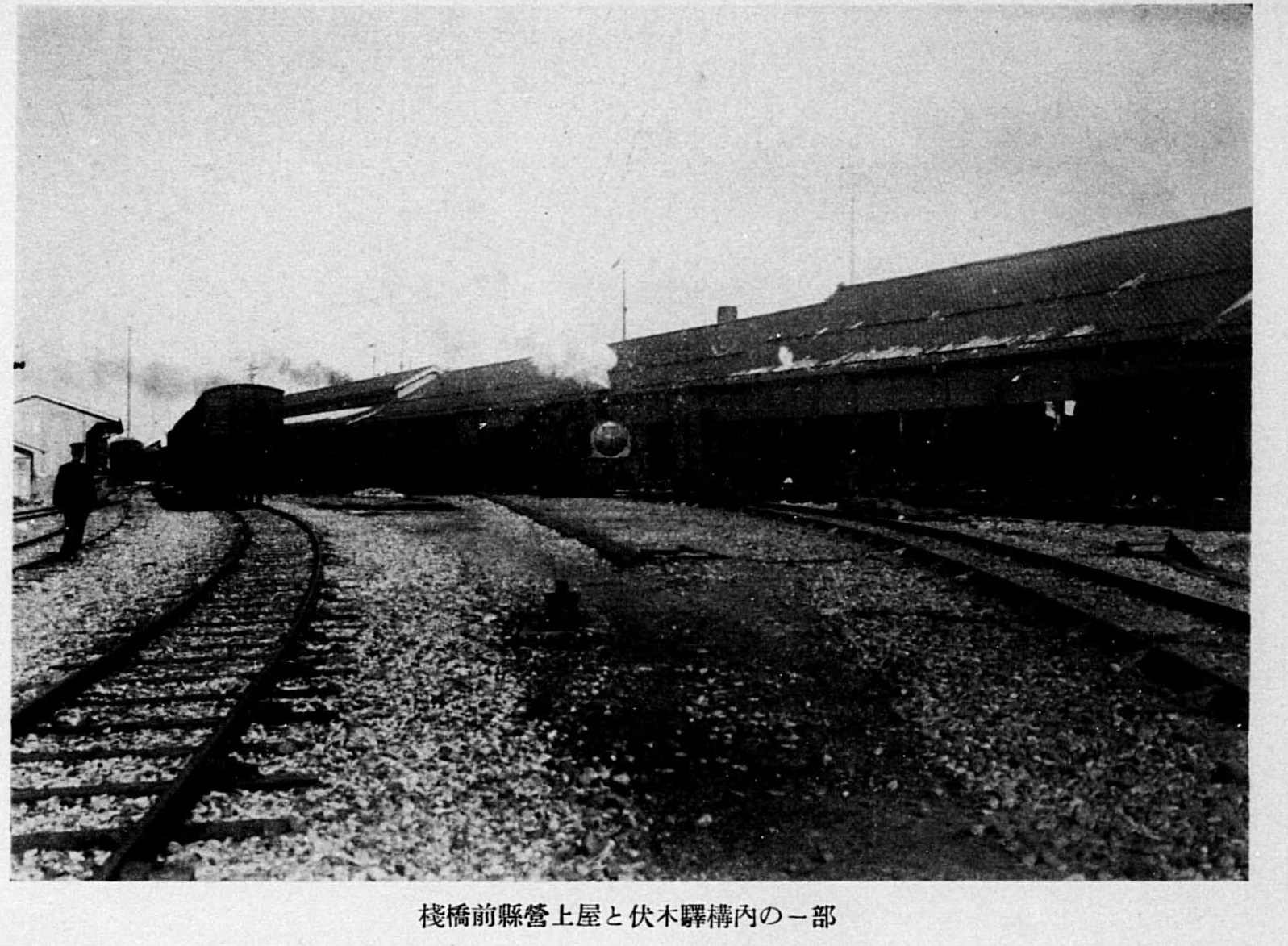
伏木港桟橋前富山県営貨物上屋と当駅構内の一部。
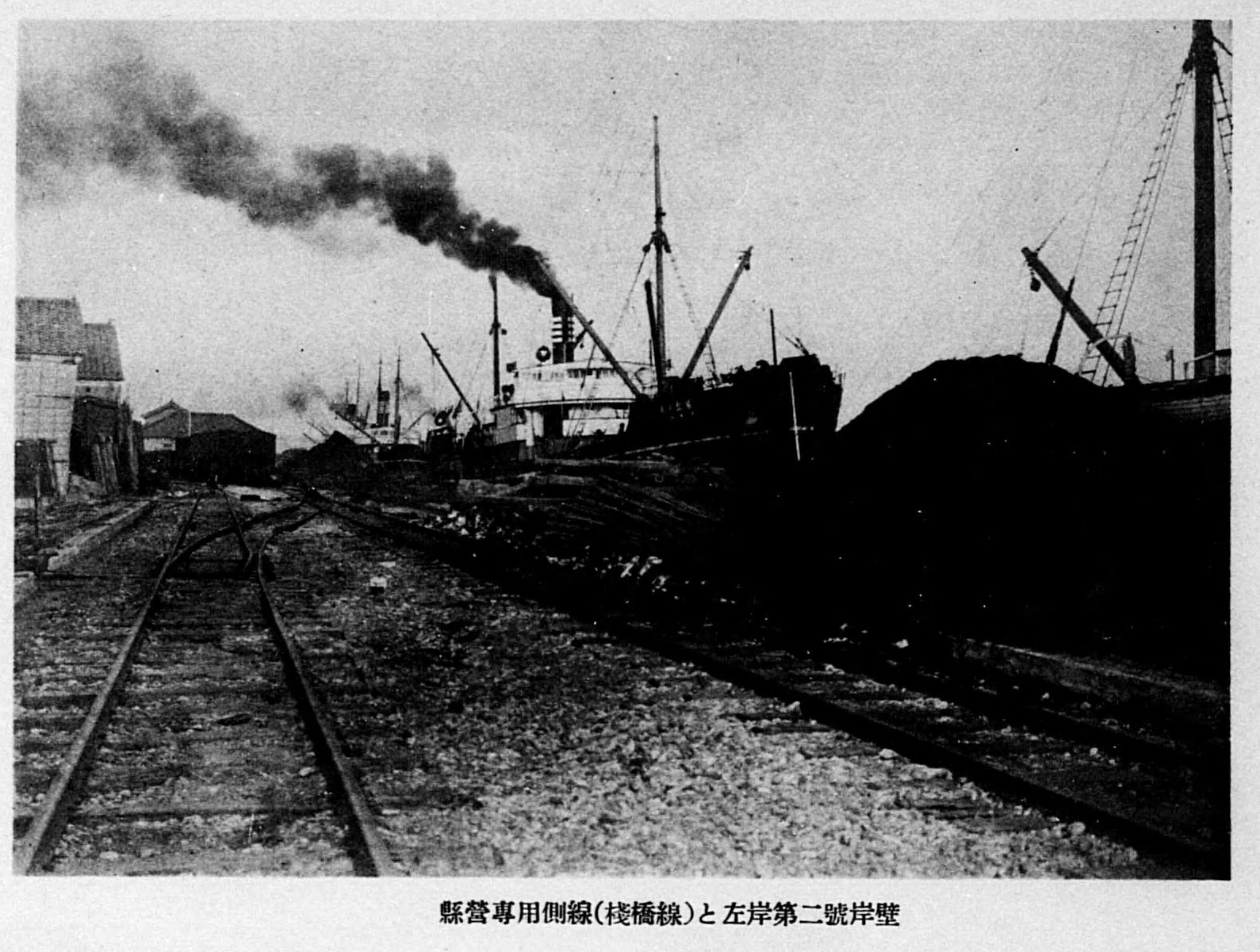
当駅接続の富山県営専用線（桟橋線）と小矢部川左岸第二号岸壁。
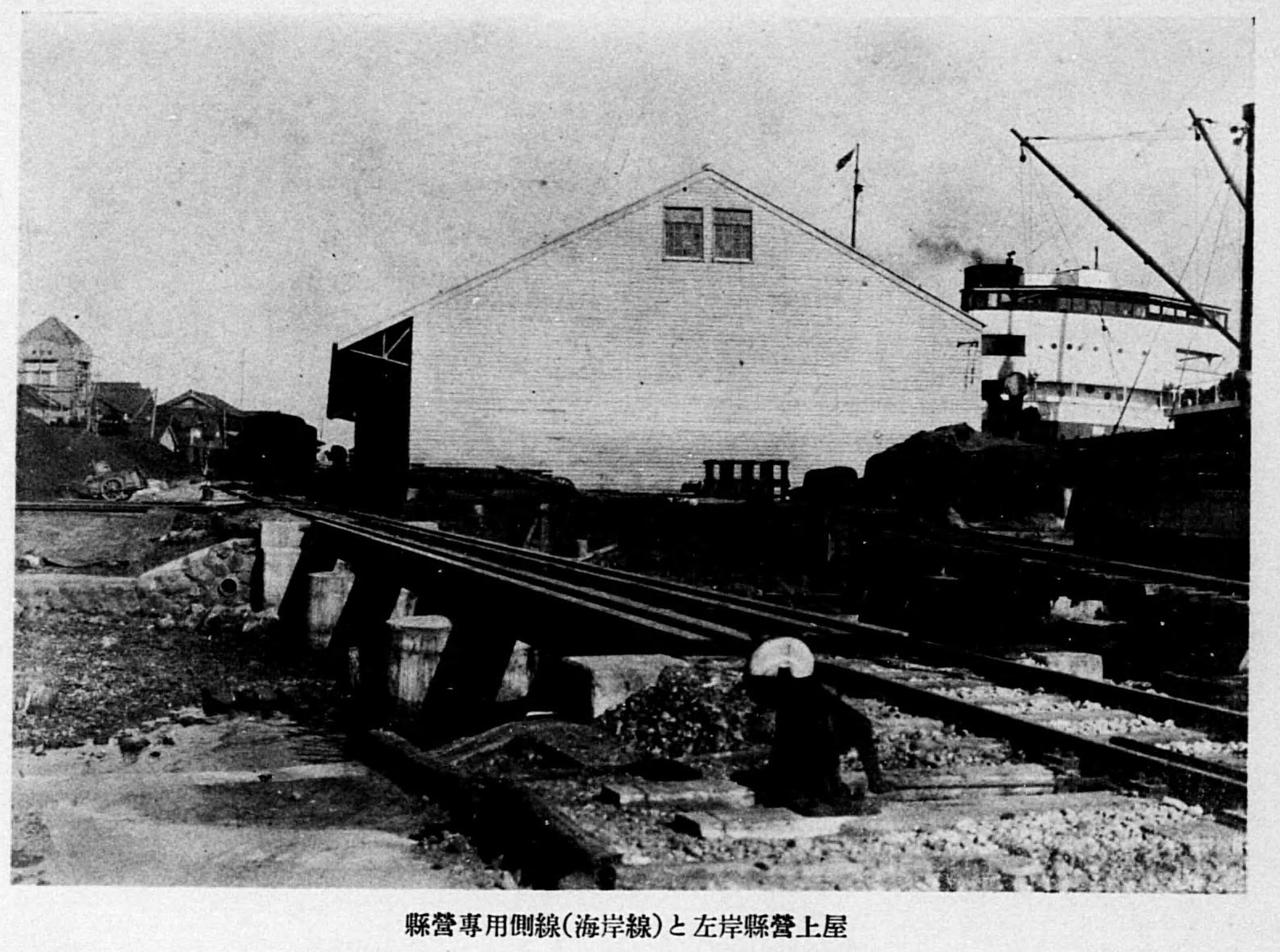
当駅接続の富山県営専用側線（海岸線）と小矢部川左岸富山県営貨物上屋

また、1985年（昭和60年）時点における当駅常備貨車は以下の通りであった。
- 出光興産所有
  - タサ2400形（石油類（ガソリン除く）専用）1両
  - タキ9800形（石油類（ガソリン除く）専用）3両
  - タキ3000形（ガソリン専用）1両
- 西井所有
  - タキ5050形（塩酸、アミノ酸専用）1両
- 昭和シェル石油所有
  - タム4000形（石油類（ガソリン除く）専用）1両
  - タキ2100形（石油類（ガソリン除く）専用）1両
- 東亞合成化学工業所有
  - タム3900形（カセイソーダ液専用）1両
  - タム7600形（カセイソーダ液専用）3両
  - タキ2600形（カセイソーダ液専用）2両
  - タキ2800形（カセイソーダ液専用）3両
  - タキ4200形（カセイソーダ液専用）7両
  - タキ7750形（カセイソーダ液専用）8両
  - タキ200形（トリクロールエチレン専用）3両
  - タキ7050形（四塩化炭素専用）1両
  - タキ11450形（メタリルクロライド専用）1両
  - タキ5450形（液化塩素専用（航送用））3両
- 日本石油所有
  - タキ2100形（石油類（ガソリン除く））6両

## 利用状況
「富山県統計年鑑」及び「高岡市統計書」によると、近年の1日平均乗車人員は以下の通りである。
| 年度   | 1日平均 乗車人員 |
| ------ | ---------------- |
| 1995年 | 751              |
| 1996年 | 747              |
| 1997年 | 717              |
| 1998年 | 724              |
| 1999年 | 629              |
| 2000年 | 602              |
| 2001年 | 539              |
| 2002年 | 461              |
| 2003年 | 403              |
| 2004年 | 378              |
| 2005年 | 372              |
| 2006年 | 346              |
| 2007年 | 312              |
| 2008年 | 310              |
| 2009年 | 314              |
| 2010年 | 311              |
| 2011年 | 281              |
| 2012年 | 284              |
| 2013年 | 291              |
| 2014年 | 271              |
| 2015年 | 264              |
| 2016年 | 255              |
| 2017年 | 251              |
| 2018年 | 259              |
| 2019年 | 270              |
| 2020年 | 216              |
| 2021年 | 210              |
| 2022年 | 220              |
| 2023年 | 205              |

## 駅周辺
- 伏木富山港（伏木地区）
- 伏木郵便局
- 高岡市立伏木小学校
- 伏木万葉大橋

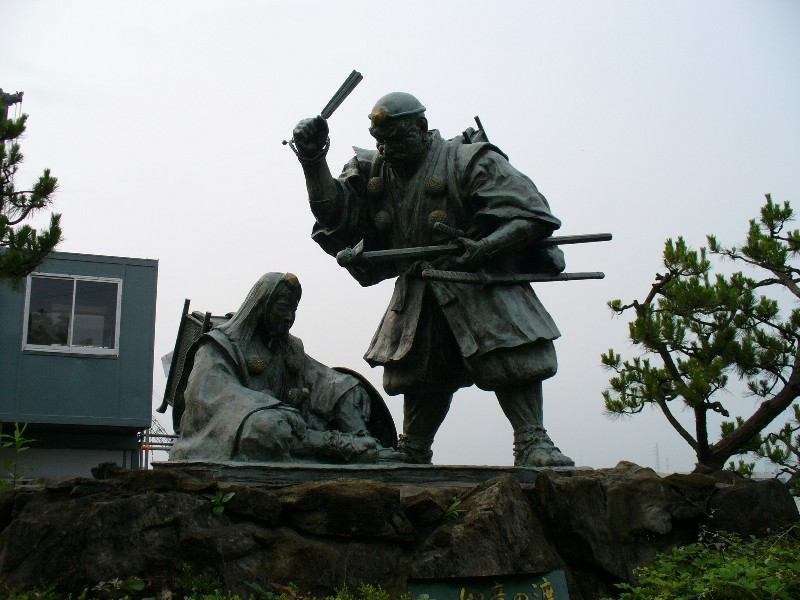
義経と弁慶の像「義経記 如意の渡」（以前は如意の渡し乗場にあった）

- 如意の渡し乗場跡 - 伏木万葉大橋の供用に伴い廃止された。
  - 義経記 如意の渡 - 義経と弁慶の像。勧進帳（歌舞伎十八番のひとつ）でも採りあげられる当地での逸話をモチーフとしている。伏木側の乗場の横に像があったが、渡船廃止に伴い伏木駅前に移設された。
- 勝興寺
- 二上山

## 隣の駅
西日本旅客鉄道（JR西日本）
■氷見線
能町駅 - 伏木駅 - 越中国分駅